# Dmitry Gurevich
Pour les autres joueurs d'échecs nommés Gourevitch ou Gurevich, voir Mikhaïl Gourevitch (joueur d'échecs) et Ilia Gourevitch.
Pour les articles homonymes, voir Gourevitch.
Dmitri Borisovitch Gourevitch ou Dmitry Gurevich (en russe : Гуревич, Дмитрий Борисович) est un joueur d'échecs américain d'origine russe né le 11 septembre 1956 à Moscou en Union soviétique.

## Biographie
Grand maître international depuis 1983, Gurevich a émigré aux États-Unis en 1980. Il finit deuxième du championnat des États-Unis d'échecs en 1992 (victoire de Patrick Wolff).
Son meilleur classement mondial fut trente-sixième joueur mondial en janvier 1984.

## Palmarès
Dmitry Gurevich a remporté :
- quatre fois le championnat open des États-Unis :
  - en 1988 (à Boston, seul vainqueur) ;
  - en 1994 (à Chicago,  ex æquo) ;
  - en 2009 (à Indianapolis,  ex æquo) ;
  - en 2012 (à Vancouver,  ex æquo) ;
- quatre fois ex æquo le World Open disputé
  - à New Paltz en 1981 ;
  - à Philadelphie en 1982, 1985 et 1989 ;
- quatre fois l'open de Chicago (en 1992, 1994, 1998 et 1999) ;
- deux fois le North Open de Las Vegas (en 1993 et 1995) ;

Il a partagé sept fois la première place au National Open de Las Vegas (en 1985, 1986, 1990, 1991, 1996, 1997 et 2005).
Il a également gagné les tournois de
- Bourgoin-Jallieu 1982
- New York en 1982 et 1983
- Pasadena 1983
- Agde 1986
- Jérusalem en 1986
- Beer-Sheva 1987
- Toronto en 1998.

En 1988, Gurevich se qualifia pour le championnat du monde de blitz à Saint-Jean (Nouveau-Brunswick) où il fut éliminé au premier tour par Mikhaïl Tal avec une victoire, deux défaites et une nulle.

### Compétitions par équipe
Il a représenté les États-Unis lors des olympiades universitaires (championnat du monde par équipe des moins de 26 ans) de Graz en 1981 et du championnat du monde d'échecs par équipes de 1989 (son équipe finit cinquième).

### Interzonal et championnats du monde FIDE
Il a participé au tournoi interzonal FIDE de Bienne en 1995 et aux championnats du monde FIDE à élimination directe de 1999 (à Las Vegas) et 2001-2002 (à Moscou).